# 87 км (зупинний пункт)
87 кіломе́тр — пасажирський залізничний зупинний пункт Криворізької дирекції Придніпровської залізниці на електрифікованій лінії Апостолове — Запоріжжя II між станціями Чортомлик (10 км) та Нікопольбуд (2 км). Розташований в селі Олексіївка Нікопольського району Дніпропетровської області.

## Пасажирське сполучення
Станом на лютий 2020 року щоденно через зупинний пункт прямували п'ять пар приміських електропоїздів за напрямком Тимкове / Кривий Ріг-Головний — Нікополь / Запоріжжя II, проте не зупинялися.